# 루이조제프 드 몽칼름
루이조제프 드 몽칼름고존(Louis-Joseph de Montcalm-Gozon 생베란 후작, Marquis de Saint-Veran, 1712년 2월 28일 - 1759년 9월 14일)은 프랑스의 군인, 귀족이다. 프렌치 인디언 전쟁 때 북미에서 활약한 장군으로 잘 알려져 있다.

## 생애
1712년 프랑스 남부, 님 근교에서 태어났다. 명문 귀족 출신으로 9살에 군대 생활을 시작한다. 15세인 1727년에 소위가 되었고, 폴란드 왕위 계승 전쟁, 오스트리아 왕위 계승 전쟁 등에 참전하여, 1743년, 대령으로 승진했다. 오스트리아 왕위 계승 전쟁에서 부상당해 포로가 되었지만, 풀려난 후 준장이 되었고, 저택을 부여받아 1748년부터 55년까지 호사스러운 생활을 보냈다. 그러나 이 생활도, 1756년의 봄 마지막을 고했다. 캐나다의 식민지 사관, 장 아르망 디에스코가 영국군의 포로가 되었기 때문에, 캐나다에 부임하게 된 것이다. 이때는 프랑수아 가스통 드 레비를 동행시켰다.
그 당시 캐나다 총독은 보드레이유 후작, 피에르 프랑수와 드 리고 보드레이유(이하 보드레이유)이었다. 보드레이유의 아버지는 필립 총독으로 본인은 퀘벡 태생이며, 캐나다 해군 입대 후 트루아 리비에르 총독, 루이지애나 총독을 역임했다. 당시 캐나다는 국민개병제이기 때문에, 캐나다 군의 지휘권은 총독에 있었지만, 비상시이며, 몽칼름과 5개의 연대가 주둔하는 이상 군 총사령관은 몽칼름이 되는 것이 합당하였다. 그러나 민병대는 캐나다 태생의 보드레이유를 신뢰하고 있었고, 보드레이유도 몽칼름에 비판적이었기 때문에, 몽칼름과 프랑스군, 보드레이유와 캐나다군 사이에는 큰 간극이 있었다. 부임 이듬해 몽칼름은 본국의 육군 대신에게 보드레이유에 대한 불만을 비밀문서로 보냈다. 한편 보드레이유도 ‘프랑스 장교는 우리를 바보 취급하고 있다’고 본국에 투서를 보냈다. 이 사태는 그 후에도 개선되지 않았다.

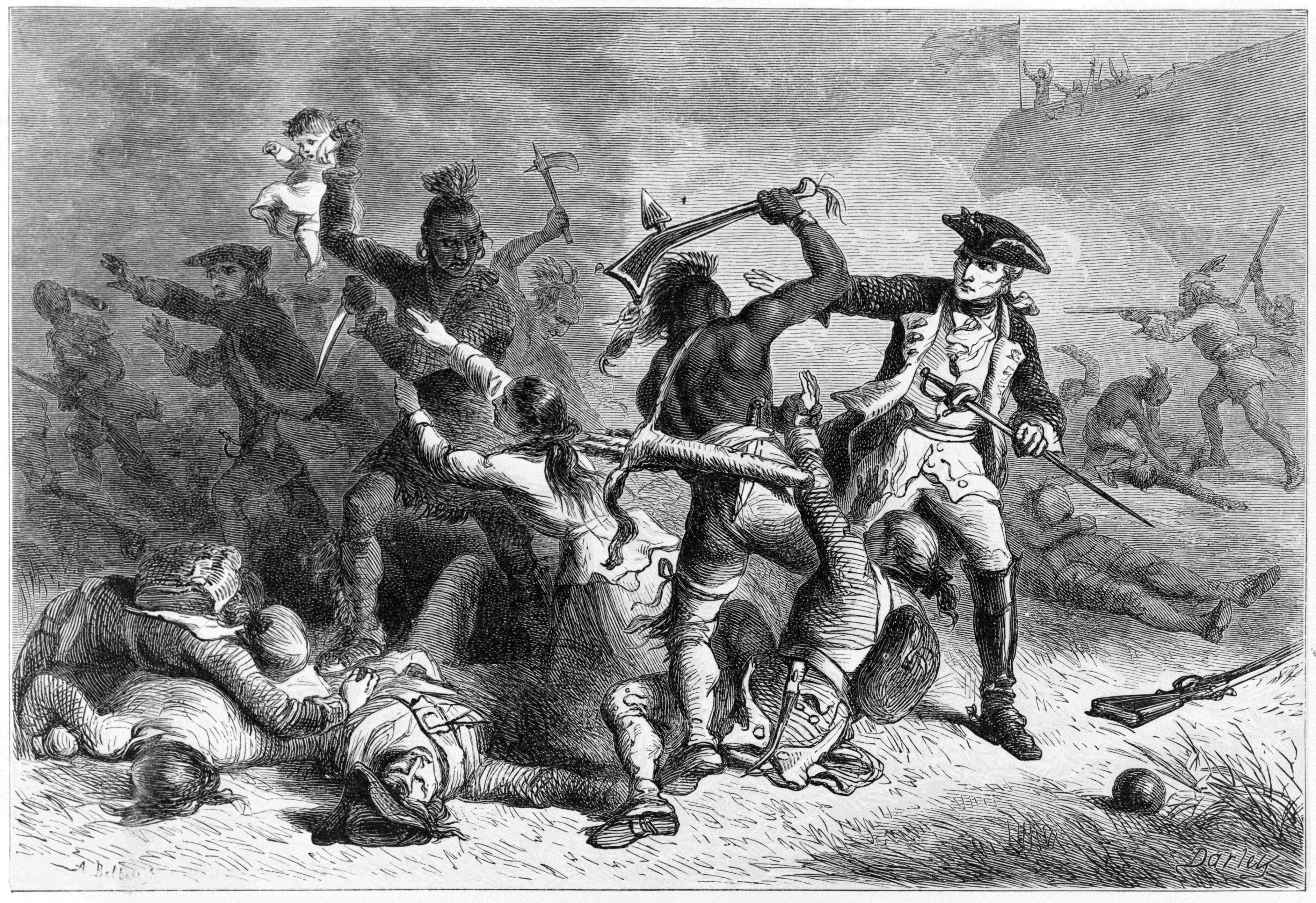
윌리엄 헨리 요새를 나온 영국군과 민병대를 학살하는 원주민을 말리는 몽칼름

캐나다에서는 원주민의 게릴라 전법을 자주 이용해곤 했는데, 특히 보드레이유는 민병대와 원주민을 잘 이용했다. 그러나 몽칼름은 유럽식 질서가 잡힌 전투를 이상으로 했고, 민병대와 원주민은 숙련도가 낮다고 생각하여, 프랑스의 정규군을 의지하고 있었다. 또한 비밀문서에서 민병대와 원주민에 대한 적의를 노출했지만, 다른 한편으로 그들로부터 존경과 애정과 받고 싶은 생각도 있었다.
1756년 온타리오 호수에 있는 그는 오스위고 요새를 함락시켰다. 1년 후 1757년 윌리엄 헨리 요새의 승리는 군에서 그리고 개인적인 승리였지만, 항복한다는 조건으로 나온 영국군을 학살한 원주민 알곤킨 연합의 행위로 정치적인 타격을 입었다. 이러한 행동은 유명한 제임스 페니모어 쿠퍼의 소설 《모히칸 족의 최후》에서 학살을 중지시키지 못한 혐오스런 사람으로 묘사하게 했다.

### 카리용 요새 전투
몽칼름의 가장 눈부신 승리는 1758년에 발발한 카리용 전투였다. 그곳에서 그는 4,000명의 병력으로 16,000명의 영국군을 패퇴시켰다. 이것은 그의 위대한 업적으로 여겨졌지만, 그 승리는 전략전술상 수많은 오류와 전투에서 실수를 저지렀던 영국군 사령관 제임스 에버크롬비의 무능함이 빚은 결과이기도 했다. 전투 전과 전투 중에 몽칼름은 모든 일에서 고차원의 능력과 부하들을 통솔하는 리더쉽을 보여주었다. 전투 후, 영국군 지휘관 제임스 에버크롬비는 본국으로 소환당했다. 뉴프랑스에서의 그의 시대는 주지사 보드레이유와의 불화로 인해 프랑스에서의 인력과 보급의 지원부족으로 꺽이게 되었다. 이 두사람은 툭하면 전술에서 불화를 일으켰다. 이러한 불화들이 몽칼름의 몰락에 큰 이유가 되었다.

### 퀘벡
몽칼름은 식민지의 모든 군의 지휘를 맡았다. 그는 퀘벡은 난공불락으로 믿고 있으며, 세인트로렌스강은 상당히 숙련된 안내역이 없으면, 매우 위험하다고 생각했다. 그러나 1757년 윌리엄 피트가 영국 총리에 임명되면서, 북미 전선 중시 전략으로 나온 이후 몽칼름 군의 승리는 점점 위축되었다.

## 참고자료
- Anderson, Fred (2005). 《The War that Made America》. 뉴욕: 바이킹. ISBN 0-670-03454-1.
- Casgrain, Henri-Raymond (1891). 《Montcalm et Levis》. 퀘벡: Imprimerie de L.-J. Demers & Frère.
- Casgrain, Henri-Raymond, 편집. (1895). 《Louis-Joseph de Montcalm, Journal du Marquis de Montcalm: Durant ses Campagnes en Canada de 1756-1759》. 퀘벡: L.-J. Demers & Frère.
- Casgrain, Henri-Raymond (1905). 《Wolfe and Montcalm》. 모랑. OCLC 192112046.
- Casgrain, Henri-Raymond (1964) [1884]. 《Wolfe and Montcalm》. 토론토: 토론토 대학교.
- Chartrand, René (2000). 《Ticonderoga 1758: Montcalm's Victory Against All Odds》. 옥스포드: 오스프리 프블리싱. ISBN 1-84176-093-5.
- Crouch, Christian A. (2014). 《Nobility Lost: French and Canadian Martial Cultures, Indians, and the End of New France.》. 이타카: 코넬 대학교 출판부.
- Eccles, W. J. (1974). 《Montcalm, Louis-Joseph de, Marquis de Montcalm》. 《캐나다 인명사전》 3 (토론토: 토론토 대학교).
- Frégault, Guy (1955). 《La Guerre de la Conquête》. 몬트리올: Fides.
- Frégault, Guy (1969). 《Canada: the war of the conquest》. 토론토: 옥스포드 대학교 출판부.
- MacLeod, D. Peter (2008). 《Northern Armageddon: the Battle of the Plains of Abraham.》. 밴쿠버: Douglas & MacIntyre.
- Nester, William R. (2000). 《The First Global War: Britain, France, and the Fate of North America, 1756–1775》. Westport, CT: Praeger.
- Sommervogel, Carlos (1872). 《Comme on servait autrefois: le marquis de Montcalm, le maréchal de Bellefonds》 (프랑스어). J. Albanel. OCLC 25446420.